# Державний кордон Андорри

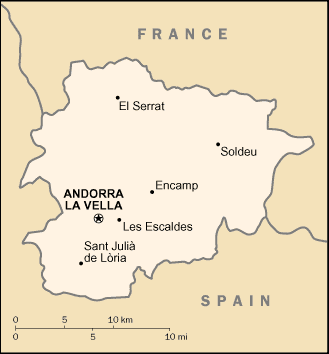
Карта Андорри

Державний кордон Андорри — державний кордон, лінія на поверхні Землі та вертикальна поверхня, що проходить по цій лінії, що визначають межі державного суверенітету Андорри над власними територією, водами, природними ресурсами в них і повітряним простором над ними.

## Сухопутний кордон
Загальна довжина кордону —  118 км. Андорра межує з  2 державами. Уся територія країни суцільна, тобто анклавів чи ексклавів не існує. 
Ділянки державного кордону
| Держава | Ділянка         | Довжина (км) | Прикордонні регіони | Примітки |
| ------- | --------------- | ------------ | ------------------- | -------- |
| Франція | північ і схід   | 55           |                     |          |
| Іспанія | південь і захід | 63           |                     |          |

Країна не має виходу до вод Світового океану. 